# Sphaeradenia killipii
Sphaeradenia killipii là một loài thực vật có hoa trong họ Cyclanthaceae. Loài này được (Standl.) Harling miêu tả khoa học đầu tiên năm 1954.